# Darguà
El darguà és una llengua caucàsica septentrional de la família daguestànica, parlada pels darguins del Daguestan. El seu nombre de parlants el 1989 era de 315.000 i es divideix en tres dialectes:
- Urakhi o Khürkili o gäwa, parlat pels pastors de les planures altes
- Tzudakhar, parlat pels artesans i comerciants de les planures
- Akusha, més diferenciat i base de la llengua literària, usada pels kubatxis i kaytags.

Però la forta influència russa, àzeri i kumyk els ha fet molt bilingües. L'ensenyament primari es fa en darguà i el secundari en rus. La literatura és recent, ja que les primeres obres es remunten a finals del segle xix, amb Omarla Batyrai (1831-1910), autor dels cicles poètics Dailuti, que no foren publicats fins al 1928, i la literatura soviètica té alguns autors destacats com Ahmedrakhman Abu Baker (1931) amb les novel·les Temir Bulat (1957), Núvies darguines (1962) i Nureddin de les mans d'or (1928) i el poeta nacional Rashid Rashidov (1928) amb Adamti (1965). D'antuvi s'escrivia en alfabet àrab, modificat el 1920 (nou adjem), però el 1928 fou substituït per l'alfabet llatí, i el 1938 pel ciríl·lic.
Segons el cens rus del 2002, hi havia 429.347 parlants de darguà al Daguestan, 7.188 a Calmúquia, 1.620 a Khàntia-Mànsia, 680 a Txetxènia, i centenars a altres parts de Rússia.